# Freeride World Tour 2025
Il Freeride World Tour 2025 è la diciottesima edizione della manifestazione organizzata dalla Federazione internazionale sci e snowboard e da FWT Management SA; ha avuto inizio il 17 gennaio a Baqueira-Beret, in Spagna, e si concluderà il 30 marzo a Verbier, in Svizzera.
Sia in campo maschile che in campo femminile sono in programma 12 gare (6 di sci freeride e 6 di snowboard freeride), in 6 tappe. Ogni tappa è programmata su più giorni in serie, il giorno della gara viene scelto per garantire condizioni meteorologiche ottimali per prestazioni eque e sicure.
Il tedesco Max Hitzig e la norvegese Hedvig Wessel sono i detentori uscenti del titolo di sci, mentre il francese Victor de Le Rue e la canadese Erin Sauvé di quello di snowboard.

## Sci

### Uomini

#### Risultati
| Date             | Località             | Nazione  | Montagna       | Dati                             | Primo         | Secondo         | Terzo                   |
| ---------------- | -------------------- | -------- | -------------- | -------------------------------- | ------------- | --------------- | ----------------------- |
| 17 gennaio 2025  | Baqueira-Beret       | Spagna   | La Bamba       | A: 2541 m s.l.m. D: 472 m P: 40° | Ross Tester   | Toby Rafford    | Benjamin James Richards |
| 29 gennaio 2025  | Val Thorens          | Francia  | Lac Noir       | A: 2500 m s.l.m. D: 490 m P: 37° | Martin Bender | Valentin Rainer | Marcus Goguen           |
| 7 febbraio 2025  | Kicking Horse-Golden | Canada   | Ozone          | A: 2504 m s.l.m. D: 324 m P: 44° | Marcus Goguen | Abel Moga       | Benjamin James Richards |
| 1º marzo 2025    | Tetnuldi             | Georgia  | Kakhiani       | A: 3150 m s.l.m. D: 350 m P: 37° | Marcus Goguen | Martin Bender   | Virgile Didier          |
| 7 marzo 2025     | Fieberbrunn          | Austria  | Wildseeloder   | A: 2119 m s.l.m. D: 583 m P: 48° | annullata     | annullata       | annullata               |
| 22-30 marzo 2025 | Verbier              | Svizzera | Bec des Rosses | A: 3223 m s.l.m. D: 607 m P: 43° |               |                 |                         |

Legenda:

A = altitudine della montagna

D = dislivello del pendio

I = pendenza massima del pendio

#### Classifica
| Pos. | Nome                    | Nazione       | Punti |
| ---- | ----------------------- | ------------- | ----- |
| 1    | Marcus Goguen           | Canada        | 27920 |
| 2    | Martin Bender           | Svizzera      | 24320 |
| 3    | Valentin Rainer         | Austria       | 23200 |
| 4    | Benjamin James Richards | Nuova Zelanda | 20960 |
| 5    | Virgile Didier          | Francia       | 20000 |

### Donne

#### Risultati
| Date             | Località             | Nazione  | Montagna       | Dati                             | Prima                   | Seconda                 | Terza          |
| ---------------- | -------------------- | -------- | -------------- | -------------------------------- | ----------------------- | ----------------------- | -------------- |
| 17 gennaio 2025  | Baqueira-Beret       | Spagna   | La Bamba       | A: 2541 m s.l.m. D: 472 m P: 40° | Justine Dufour-Lapointe | Astrid Cheylus          | Zuzanna Witych |
| 29 gennaio 2025  | Val Thorens          | Francia  | Lac Noir       | A: 2500 m s.l.m. D: 490 m P: 37° | Astrid Cheylus          | Justine Dufour-Lapointe | Lena Kohler    |
| 7 febbraio 2025  | Kicking Horse-Golden | Canada   | Ozone          | A: 2504 m s.l.m. D: 324 m P: 44° | Monny Armanino          | Jenna Keller            | Lena Kohler    |
| 1º marzo 2025    | Tetnuldi             | Georgia  | Kakhiani       | A: 3150 m s.l.m. D: 350 m P: 37° | Zuzanna Witych          | Jenna Keller            | Taylor Dobyns  |
| 7 marzo 2025     | Fieberbrunn          | Austria  | Wildseeloder   | A: 2119 m s.l.m. D: 583 m P: 48° | Lily Bradley            | Justine Dufour-Lapointe | Astrid Cheylus |
| 22-30 marzo 2025 | Verbier              | Svizzera | Bec des Rosses | A: 3223 m s.l.m. D: 607 m P: 43° |                         |                         |                |

Legenda:

A = altitudine della montagna

D = dislivello del pendio

I = pendenza massima del pendio

#### Classifica
| Pos. | Nome                    | Nazione     | Punti |
| ---- | ----------------------- | ----------- | ----- |
| 1    | Justine Dufour-Lapointe | Canada      | 24400 |
| 2    | Astrid Cheylus          | Francia     | 23120 |
| 3    | Jenna Keller            | Svizzera    | 19275 |
| 4    | Molly Armanino          | Stati Uniti | 18395 |
| 4    | Zuzanna Whitych         | Polonia     | 18075 |

## Snowboard

### Uomini

#### Risultati
| Date             | Località             | Nazione  | Montagna       | Dati                             | Primo            | Secondo        | Terzo             |
| ---------------- | -------------------- | -------- | -------------- | -------------------------------- | ---------------- | -------------- | ----------------- |
| 17 gennaio 2025  | Baqueira-Beret       | Spagna   | La Bamba       | A: 2541 m s.l.m. D: 472 m P: 40° | Victor de Le Rue | Timm Schröder  | Jonathan Penfield |
| 29 gennaio 2025  | Val Thorens          | Francia  | Lac Noir       | A: 2500 m s.l.m. D: 490 m P: 37° | Enzo Nilo        | Rémi Benamo    | Michael Mawn      |
| 7 febbraio 2025  | Kicking Horse-Golden | Canada   | Ozone          | A: 2504 m s.l.m. D: 324 m P: 44° | Victor de Le Rue | Holden Samuels | Jonathan Penfield |
| 1º marzo 2025    | Tetnuldi             | Georgia  | Kakhiani       | A: 3150 m s.l.m. D: 350 m P: 37° | Cody Bramwell    | Liam Rivera    | Victor de Le Rue  |
| 7 marzo 2025     | Fieberbrunn          | Austria  | Wildseeloder   | A: 2119 m s.l.m. D: 583 m P: 48° | Liam Rivera      | Cody Bramwell  | Holden Samuels    |
| 22-30 marzo 2025 | Verbier              | Svizzera | Bec des Rosses | A: 3223 m s.l.m. D: 607 m P: 43° |                  |                |                   |

Legenda:

A = altitudine della montagna

D = dislivello del pendio

I = pendenza massima del pendio

#### Classifica
| Pos. | Nome              | Nazione     | Punti |
| ---- | ----------------- | ----------- | ----- |
| 1    | Victor de Le Rue  | Francia     | 26400 |
| 2    | Liam Rivera       | Svizzera    | 21275 |
| 3    | Cody Bramwell     | Regno Unito | 20620 |
| 4    | Jonathan Penfield | Canada      | 17920 |
| 5    | Holden Samuels    | Stati Uniti | 17020 |

### Donne

#### Risultati
| Date             | Località             | Nazione  | Montagna       | Dati                             | Prima                 | Seconda               | Terza              |
| ---------------- | -------------------- | -------- | -------------- | -------------------------------- | --------------------- | --------------------- | ------------------ |
| 17 gennaio 2025  | Baqueira-Beret       | Spagna   | La Bamba       | A: 2541 m s.l.m. D: 472 m P: 40° | Noémie Equy           | Anna Martinez         | Audrey Hebert      |
| 29 gennaio 2025  | Val Thorens          | Francia  | Lac Noir       | A: 2500 m s.l.m. D: 490 m P: 37° | Marion Haerty         | Noémie Equy           | Núria Castán Barón |
| 7 febbraio 2025  | Kicking Horse-Golden | Canada   | Ozone          | A: 2504 m s.l.m. D: 324 m P: 44° | Michaela Davis-Meehan | Anna Martinez         | Erin Sauvé         |
| 1º marzo 2025    | Tetnuldi             | Georgia  | Kakhiani       | A: 3150 m s.l.m. D: 350 m P: 37° | Noémie Equy           | Michaela Davis-Meehan | Núria Castán Barón |
| 7 marzo 2025     | Fieberbrunn          | Austria  | Wildseeloder   | A: 2119 m s.l.m. D: 583 m P: 48° | Noémie Equy           | Michaela Davis-Meehan | Erin Sauvé         |
| 22-30 marzo 2025 | Verbier              | Svizzera | Bec des Rosses | A: 3223 m s.l.m. D: 607 m P: 43° |                       |                       |                    |

Legenda:

A = altitudine della montagna

D = dislivello del pendio

I = pendenza massima del pendio

#### Classifica
| Pos. | Nome                  | Nazione   | Punti |
| ---- | --------------------- | --------- | ----- |
| 1    | Noémie Equy           | Francia   | 30000 |
| 2    | Michaela Davis-Meehan | Australia | 26000 |
| 3    | Anna Martinez         | Francia   | 19275 |
| 4    | Núria Castán Barón    | Spagna    | 17920 |
| 5    | Erin Sauvé            | Canada    | 16895 |